# Valkyrien (Schiff, 1846)
Die Valkyrien war eine Korvette der Königlich Dänischen Marine, die am 4. Juni 1849 am Seegefecht bei Helgoland teilnahm, den größten Teil ihrer Dienstzeit jedoch als Kadettenschulschiff im Einsatz war.

## Bau und technische Daten
Das dreimastige, als Vollschiff getakelte Schiff wurde auf der Orlogsværftet (Kriegs-Werft) in Kopenhagen nach Plänen von Andreas Schifter gebaut und lief dort am 11. Juni 1846 vom Stapel. Es war 39,23 m lang und 9,98 m breit, hatte 4,60 m Tiefgang und war mit 331 dänischen Lasten (Læster) vermessen. Seine Bewaffnung bestand aus 20 × 18-Pfünder-Kanonen und sechs × 4-Pfünder-Haubitzen.

## Einsatzgeschichte
Die Valkyrien wurde am 1. Mai 1847 in Dienst gestellt und befand sich dann bis zum 20. September 1847 auf Probe- und Ausbildungsfahrten. Am 4. Januar 1848 ging sie auf eine elf-monatige Reise nach Vorder- und Hinterindien, von der sie am 2. Dezember 1848 zurückkehrte. Als bald darauf die Verfassungskrise um die beiden Herzogtümer Schleswig und Holstein zur offenen Erhebung zu eskalieren drohte, wurde auch die Valkyrien kriegsbereit gemacht. Sie befand sich vom 8. März bis zum 3. November 1849 und dann wieder vom 25. März 1850 bis zum 24. Januar 1851 im Kriegseinsatz, meist mit der Nordseeschwadron zur Blockade der deutschen Nordseehäfen.

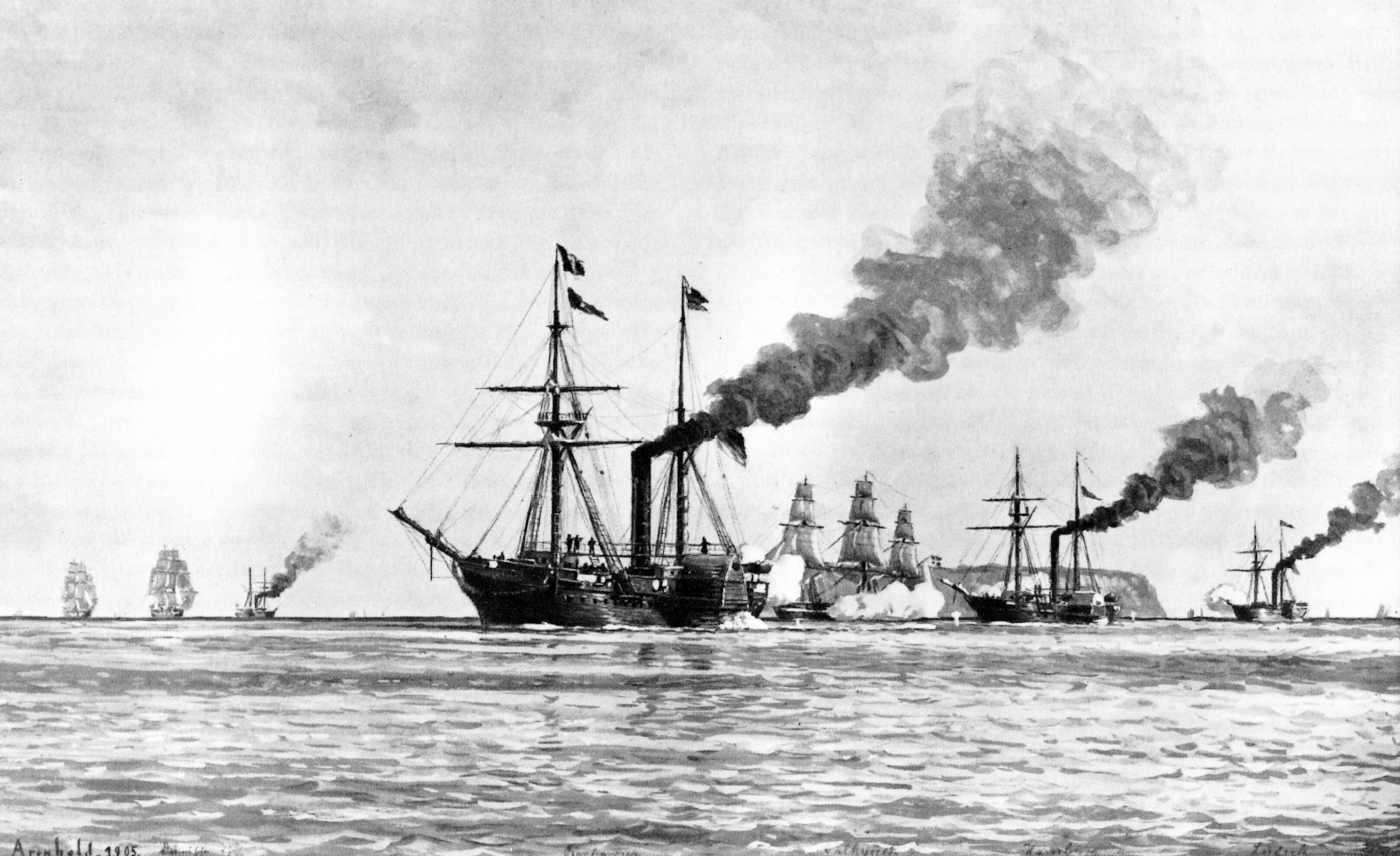
Seegefecht bei Helgoland: Vorn die drei deutschen Schiffe; zwischen ihnen die Valkyrien. Links kommen die dänische Radkorvette Gejser und zwei Fregatten hinzu. (Gemälde von Lüder Arenhold um 1905)

Dabei kam es am 4. Juni 1849 zum Seegefecht bei Helgoland, als die die Wesermündung blockierende Valkyrien von einem kleinen Geschwader der neu geschaffenen deutschen Reichsflotte, bestehend aus der Dampffregatte Barbarossa und den Dampfkorvetten Lübeck und Hamburg, unter Kapitän zur See Karl Rudolf Brommy angegriffen wurde. Die Valkyrien, unter dem Kommando von Kaptajn Andreas C. Polder, zog sich in die Nähe der damals britischen Insel Helgoland zurück. Dort erhielt sie von der herbeigeeilten Radkorvette Gejser Unterstützung und Brommy brach das Gefecht ab, als er zwei weitere dänische Fregatten auf das Gefechtsfeld kommen sah.
Nach Beendigung des Kriegs diente die Valkyrien vom 1. Mai 1852 bis Ende 1863 als Kadettenschulschiff, wobei sie jeweils im Winter aufgelegt und überholt wurde. Erneuter Kriegsdienst folgte noch einmal für kurze Zeit vom 17. Mai bis zum 25. Juni 1864 während des Deutsch-Dänischen Kriegs. Danach fuhr die Valkyrien noch einmal ein Jahr lang, vom 8. Juli 1864 bis zum 15. August 1865, als Kadettenschulschiff.
Am 19. November 1867 wurde sie aus der Schiffsliste gestrichen, am 11. März 1871 ausgemustert und dann abgebrochen.